# Isabell Herlovsen
Isabell Lehn Herlovsen (Mönchengladbach, 23 de junho de 1988) é uma futebolista norueguesa que atua como atacante.

## Carreira
Isabell Herlovsen integrou o elenco da Seleção Norueguesa de Futebol Feminino, nas Olimpíadas de 2008. 